# Garret Anderson
Garret Joseph Anderson (Los Ángeles, California, 30 de junio de 1972), más conocido como Garret Anderson, es un exjugador profesional estadounidense de béisbol que se desempeñó en la posición de jardinero izquierdo en las Grandes Ligas de Béisbol (MLB). Logró obtener dos Bates de Plata.

## Carrera
Anderson jugó como profesional quince temporadas en Los Angeles Angels (1994-2008), después pasó a Atlanta Braves (2009), luego a Los Angeles Dodgers, donde jugó una temporada (2010), y fue el equipo en el que se retiró.

## Premios
Fue galardonado con el Bate de Plata en dos oportunidades (2002 y 2003).